# KBS2
KBS 2TV là kênh phim truyện truyền hình và giải trí của hệ thống Korean Broadcasting System (KBS). Nó được biết đến với nhiều bộ phim drama và chương trình giải trí khác nhau. Kênh truyền hình này là kết quả của sự sáp nhập của Phát thanh Truyền hình Tongyang (còn được biết đến là JTBC.) với KBS vào năm 1980.

## Lịch sử
- 01-12-1980- TBC-TV buộc phải sáp nhập vào KBS TV do bộ luật đặc biệt của Chun Doo-hwan, chủ tịch quân sự có thẩm quyền.
- 16-02-1982 – Bắt đầu lại với đài truyền hình KBS 2 (còn gọi là: KBS 2TV) giới hạn tại Seoul, Jeju và Busan. Đổi tên hiệu thành HLKC-TV.
- 17-02-1982 - 2TV được phát sóng giới hạn trong khung giờ từ 17:00~01:00 KST. Các đài khác từ 06:00~10:00 và 17:00~01:00 KST không phát sóng giữa 10:00~16:55 và 01:00~06:00 KST.
- 01-01-1986 - Stereo và chương trình phát sóng toàn quốc bắt đầu.
- 20-04-1997- Drama hằng ngày của KBS 2TV là First Love Đạt kỉ lục 65.8% trên sóng truyền hình toàn quốc về lượt đánh giá vượt mặt KBS News 9 của KBS1 và sau đó là MBC Newsdesk của MBC.
- 2005 - KBS 2DMB được lên sóng. Giờ phát sóng được kéo dài lên đến 19 tiếng (06:00~01:00 KST) và lệnh tạm ngưng ban ngày được bãi bỏ.
- 31-12-2012– truyền hình Analog TV bị đóng.

## Hệ thống chương trình
KBS2 là kênh truyền hình chủ yếu của những chương trình giải trí và phim truyền hình được sản xuất bởi KBS cũng như bản tin KBS2 NewsTime, đó là bản tin chính của đài, Music Bank và You Hee-Yeol's Sketchbook, là các chương trình âm nhạc chính, Happy Together, Let's Go Dream Team! Season 2, 1 Night 2 Days, Invincible Youth và Immortal Songs, là những chương trình giải trí được biết đến nhiều nhất.

## Tài trợ
KBS2 chấp nhận quảng cáo thương mại không giống như KBS1 đó là sự thật rằng KBS1 bị cấm phát sóng thương mại do việc ban hành bộ luật sửa đổi phát sóng năm 1994.

## Chương trình

### Phim truyền hình
Trích dẫn từ Korean Broadcasting System: Như một phần của Korean Wave, phim truyền hình KBS2, cùng với kênh KBS1, nó được xuất khẩu sang Đông Nam Á, Trung Đông, Bắc Mỹ, Nam Mỹ, Châu Âu, Châu Phi, Trung Quốc và Nhật Bản thông qua KBS World, KBS World (Nhật Bản), KBS World (Mỹ) và đài truyền hình của họ cùng với các kênh tương ứng.

#### Phim truyện Thứ hai-thứ ba (21:55)
- Salut D'Amour (사랑의 인사; 1994)
- Look Back in Anger (성난 얼굴로 돌아보라; 2000)
- Autumn Fairy Tale (가을동화; 2000)
- Mina (미나; 2001)
- Winter Sonata (겨울연가; 2002)
- Summer Scent (여름향기; 2003)
- Sang Doo! Let's Go to School (상두야, 학교가자!; 2003)
- Sweet 18 (낭랑18세; 2004)
- Forbidden Love (구미호외전; 2004)
- Oh Feel Young (오!필승 봉순영; 2004)
- I'm Sorry, I Love You (미안하다,사랑한다; 2004)
- Delightful Girl Choon-Hyang (쾌걸 춘향; 2005)
- 18 vs. 29 (열여덟, 스물아홉; 2005)
- Wedding (웨딩; 2005)
- A Love to Kill (이 죽일 놈의 사랑; 2005)
- Spring Waltz (봄의 왈츠; 2006)
- The Vineyard Man (포도밭 그사나이; 2006)
- Cloud Stairs (구름계단; 2006)
- The Snow Queen (눈의 여왕; 2006)
- Hello! Miss (헬로 애기씨; 2007)
- Conspiracy in the Court (한성별곡; 2007)
- Bad Love (못된 사랑; 2007)
- Single Dad in Love (싱글파파는 열애중; 2008)
- Strongest Chil Woo (최강칠우; 2008)
- The World That They Live In (그들이 사는 세상; 2008)
- Boys Over Flowers (꽃보다 남자; 2009)
- The Slingshot (남자이야기; 2009)
- He Who Can't Marry (결혼 못하는 남자; 2009)
- Invincible Lee Pyung Kang (천하무적 이평강; 2009)
- Master of Study (공부의 신; 2010)
- Becoming a Billionaire (부자의 탄생; 2010)
- Sungkyunkwan Scandal (성균관 스캔들; 2010)
- Mary Stayed Out All Night (매리는 외박중; 2010)
- Dream High (드림하이; 2011)
- Detectives in Trouble (강력반; 2011)
- Baby Faced Beauty (동안미녀; 2011)
- Spy Myung-wol (스파이 명월; 2011)
- Poseidon (포세이돈; 2011)
- Brain (브레인; 2011–2012)
- Dream High 2 (드림하이 2; 2012)
- Love Rain (사랑비; 2012)
- Big (빅; 2012)
- Haeundae Lovers (해운대 연인들; 2012)
- Ohlala Couple (울랄라 부부; 2012)
- School 2013 (학교 2013; 2012–2013)
- Ad Genius Lee Tae-baek (광고천재 이태백; 2013)
- Queen of the Office (직장의 신; 2013)
- Shark (상어; 2013)
- Good Doctor (굿 닥터; 2013)
- Mirae's Choice (미래의 선택; 2013)
- Prime Minister is Dating (총리와 나; 2013-2014)

#### Phim truyện Thứ tư-thứ năm (21:55)
- Papa (파파; 1996)
- Empress Myeongseong (명성황후; 2001)
- April Kiss (4월 키스; 2004)
- Full House (풀하우스; 2004)
- Emperor of the Sea (해신; 2004)
- Resurrection (부활; 2005)
- My Rosy Life (장밋빛 인생; 2005)
- Golden Apple (황금사과; 2005)
- Goodbye Solo (굿바이솔로; 2006)
- Great Inheritance (위대한 유산; 2006)
- Hwang Jini (황진이; 2006)
- Dal-ja's Spring (달자의 봄; 2007)
- The Devil (마왕; 2007)
- Capital Scandal (경성스캔들; 2007)
- Hong Gil-dong (쾌도 홍길동; 2008)
- One Mom and Three Dads (아빠셋 엄마하나; 2008)
- The Kingdom of The Winds (바람의 나라; 2008–2009)
- The Accidental Couple (그저 바라 보다가; 2009)
- My Fair Lady (아가씨를 부탁해; 2009)
- Iris (아이리스; 2009)
- The Slave Hunters (추노; 2010)
- Cinderella's Sister (신데렐라 언니; 2010)
- King of Baking, Kim Takgu (제빵왕 김탁구; 2010)
- The Fugitive: Plan B (도망자: Plan B; 2010)
- President (프레지던트; 2011)
- The Thorn Birds (가시나무새; 2011)
- Romance Town (로맨스 타운; 2011)
- The Princess' Man (공주의 남자; 2011)
- Glory Jane (영광의 재인; 2011)
- Wild Romance (난폭한 로맨스; 2012)
- Man from the Equator (적도의 남자; 2012)
- Bridal Mask (각시탈; 2012)
- The Innocent Man (세상 어디에도 없는 착한 남자; 2012)
- Jeon Woo-chi (전우치; 2012–2013)
- Iris II (아이리스 2; 2013)
- The Fugitive of Joseon (천명; 2013)
- The Blade and Petal (칼과 꽃; 2013)
- Secret (비밀; 2013)
- Pretty Man (예쁜남자; 2013)
- Age of Feeling (감격시대; 2013)

#### Phim truyện Thứ bảy-chủ nhật (19:55)
- First Love (첫사랑; 1996)
- A Happy Woman (행복한 여자; 2007)
- The Golden Age of Daughters-in-Law (며느리 전성시대; 2007)
- Mom's Dead Upset (엄마가 뿔났다; 2008)
- My Too Perfect Sons (솔약국집 아들들; 2009)
- Three Brothers (수상한 삼형제; 2009)
- Ojakgyo Family (오작교 형제들; 2012)
- My Husband Got a Family (넝쿨째 굴러온 당신; 2012)
- My Daughter Seo-young (내 딸 서영이; 2012)
- You're the Best, Lee Soon-shin (최고다 이순신; 2013)
- King's Family (왕가네 식구들; 2013)

#### Phim truyện Thứ bảy-chủ nhật (21:30)
- King Sejong the Great (대왕세종; 2008) (ep 27-86)
- Empress Cheonchu còn gọi là The Iron Empress (천추태후; 2009)

#### Tuyển tập thứ bảy (23:15)
- Drama City (드라마시티; 1984–2008)
  - What Should I Do? (어떡하지?; 2004-11-07)
- Drama Special (드라마 스페셜; 2010–nay)
  - Pianist (피아니스트; 2010-11-27)

#### Tuyển tập chủ nhật (23:15)
- Drama Special Series (드라마 스페셜 연작시리즈; 2010–nay)
  - White Christmas (화이트 크리스마스; 2011)

### Giải thưởng
- KBS Drama Awards
- KBS Music Awards
- KBS Entertainment Awards

### Giải trí
- 1 vs. 100 (1 대 100, South Korean version of Endemol game show with a top prize of ₩50,000,000; uses the 2006-07 United States format.)
- Concert 17021 (콘서트17021)
- Gag Concert (개그콘서트)
- Happy Sunday (해피선데이), 2 Days & 1 Night hay 1 Night & 2 Days (1박2일)
- Happy Together (해피투게더 phần 3)
- Imagination Plus (상상 플러스)
- Invincible Youth (청춘불패)
- Win Win
- VJ's on the scene (VJ 특공대)
- Entertainment Weekly
- Emergency Escape Number 1
- Golden Bell Challenge
- Giving Back The Love
- Sponge (스펀지, 'Infotainment' chương trình hằng tuần)
- Love Letter by Yun Do-hyeon (윤도현의 러브레터)
- Music Bank (뮤직뱅크)
- Quiz Daehanminguk (có nghĩa là 'Câu đố Hàn Quốc', chương trình đố vui lớn nhất quốc gia. Giải thưởng lên đến 60,000,000 Won.)) (퀴즈 대한민국)
- Vitamin (비타민)
- Let's Go Dream Team! Season 2 (출발 드림팀 시즌2)
- You Hee-Yeol's Sketchbook (유희열의 스케치북)
- Top Band (탑밴드)
- Saturday Freedom (자유선언 토요일)
- Star Golden Bell (스타 골든벨)
- Immortal Songs 2 (불후의 명곡 2)
- Triumphantly (승승장구)

### Thời sự
- Good Morning Republic Of Korea (굿모닝 대한민국, bản tin buổi sáng)
- KBS Morning News (KBS 아침뉴스, bản tin KBS sau bản tin buổi sáng)
- KBS Global News (KBS 지구촌 뉴스, bản tin thế giới đầu tiên)
- KBS 2 News Time (KBS 2뉴스타임, bản tin KBS2 buổi chiều và bản tin chính, phát sóng lúc 2:00 chiều)
- KBS Global 24 (KBS 글로벌 24, chương trình bản tin thế giới thứ hai với báo cáo chuyên sâu, hiện phát sóng lúc 6:00 chiều)
- KBS Sunday NewsTime (KBS 일요 뉴스타임, bản tin Chủ nhật & Trò chuyện

## Khẩu hiệu của KBS2
- The Youth Channel (1990–present)

## Liên kết
- KBS2 Schedule
- KBS2 Live Streaming